# Mount Gilbert (Alaska)

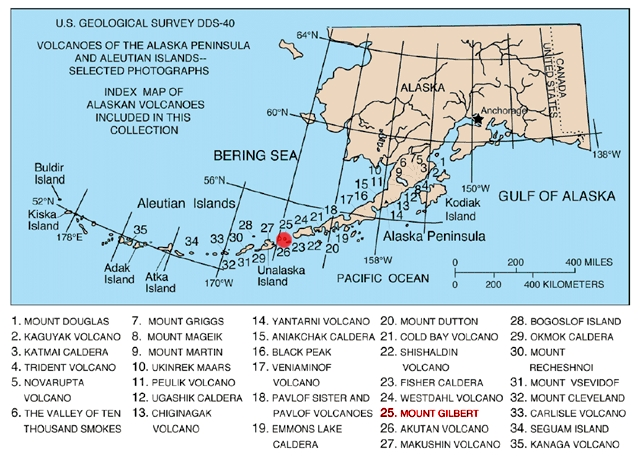
Mapa wulkaniczna Alaski z zaznaczonym Mount Gilbert

Mount Gilbert (818 m n.p.m.) – wygasły wulkan w północnej części wyspy Akun Island na wschodzie archipelagu Aleuty w USA. Ostatnie furmarole zostały zaobserwowane 1,5 km na północny wschód od szczytu ok. 1900 r. 